# Wormaldia lacerna
Wormaldia lacerna là một loài Trichoptera trong họ Philopotamidae. Chúng phân bố ở miền Tân bắc.